# Меморіал Альберта
Меморіал принца Альберта (англ. Albert Memorial) — монумент в Кенсінгстонському парку Лондона, Велика Британія. Пам'ятник відкритий королевою Вікторією на честь свого чоловіка Альберта, який 1861 року помер від тифу. Пам'ятка спроєктована Георгом Гілбертом Скоттом в неоготичному стилі. Монумент відкрито 1875 року; він обійшовся у 120000 фунтів стерлінгів.
У центрі пам'ятника — під ківорієм — знаходиться позолочена бронзова сидяча статуя принца Альберта, виконана скульптором Томасом Броком на основі попередньої моделі його вчителя Джона Генрі Фолі.

## Галерея

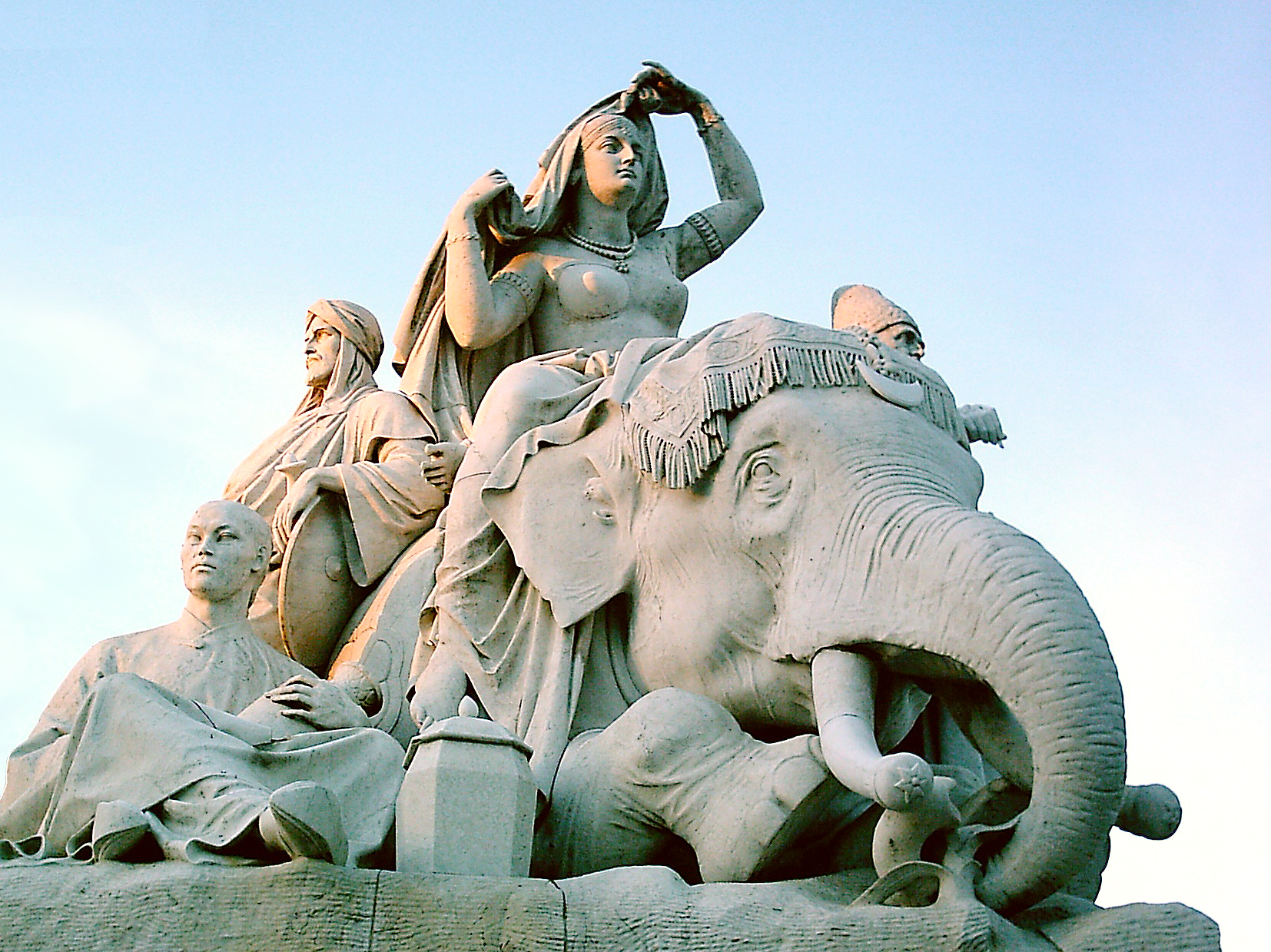
Група «Азія», скульптор Джон Генрі Фолі
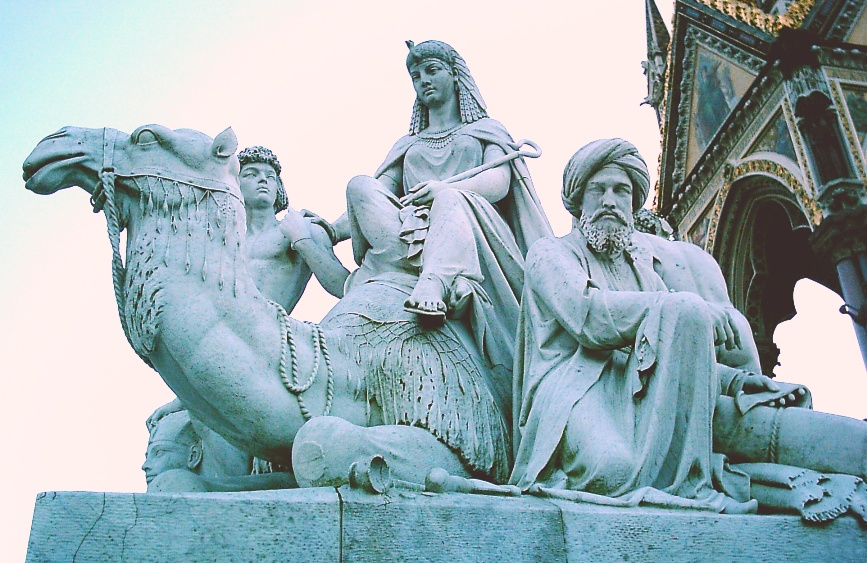
Група «Африка», скульптор Вільям Тід
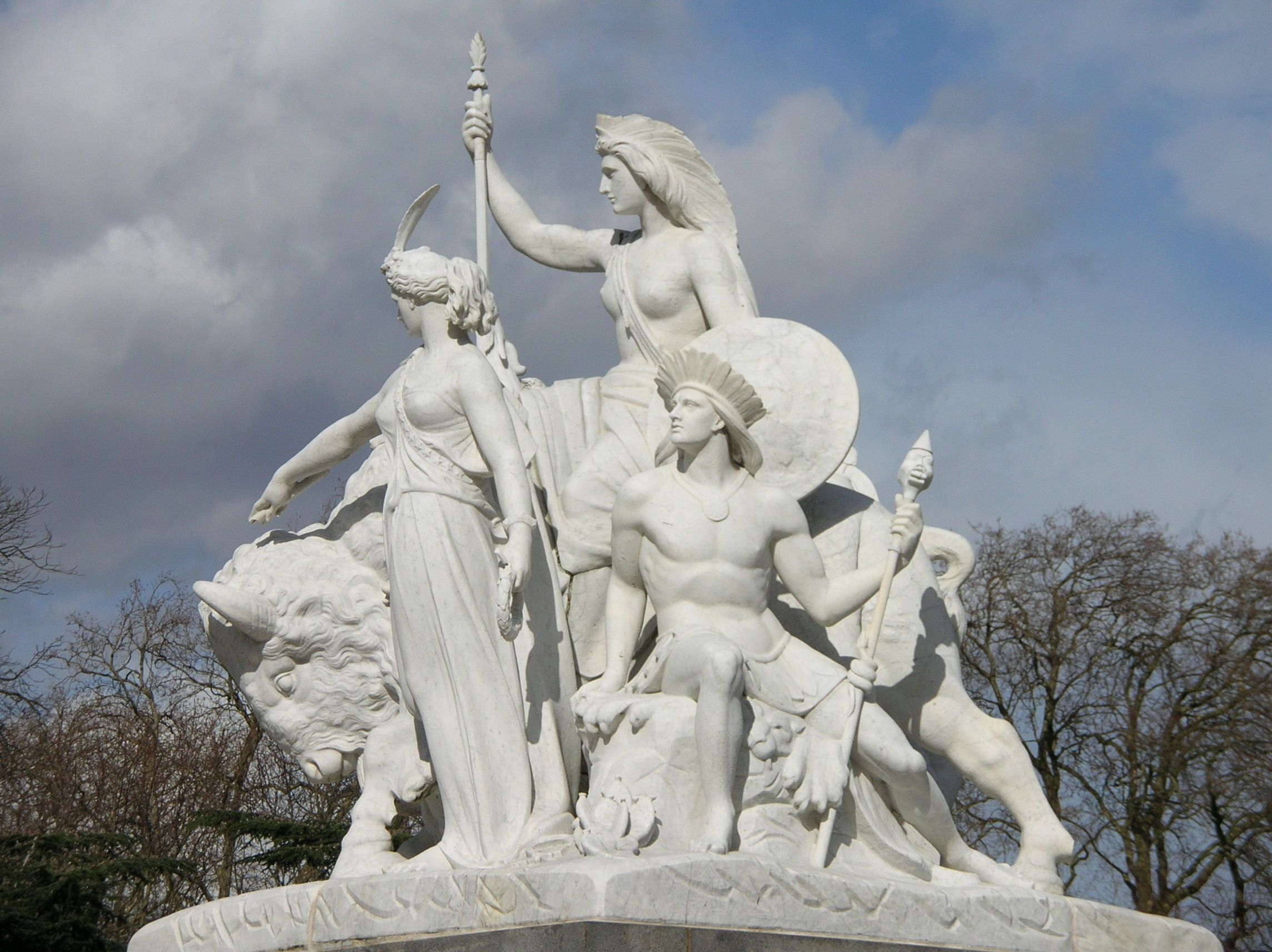
Група «Америка», скульптор Джон Белл
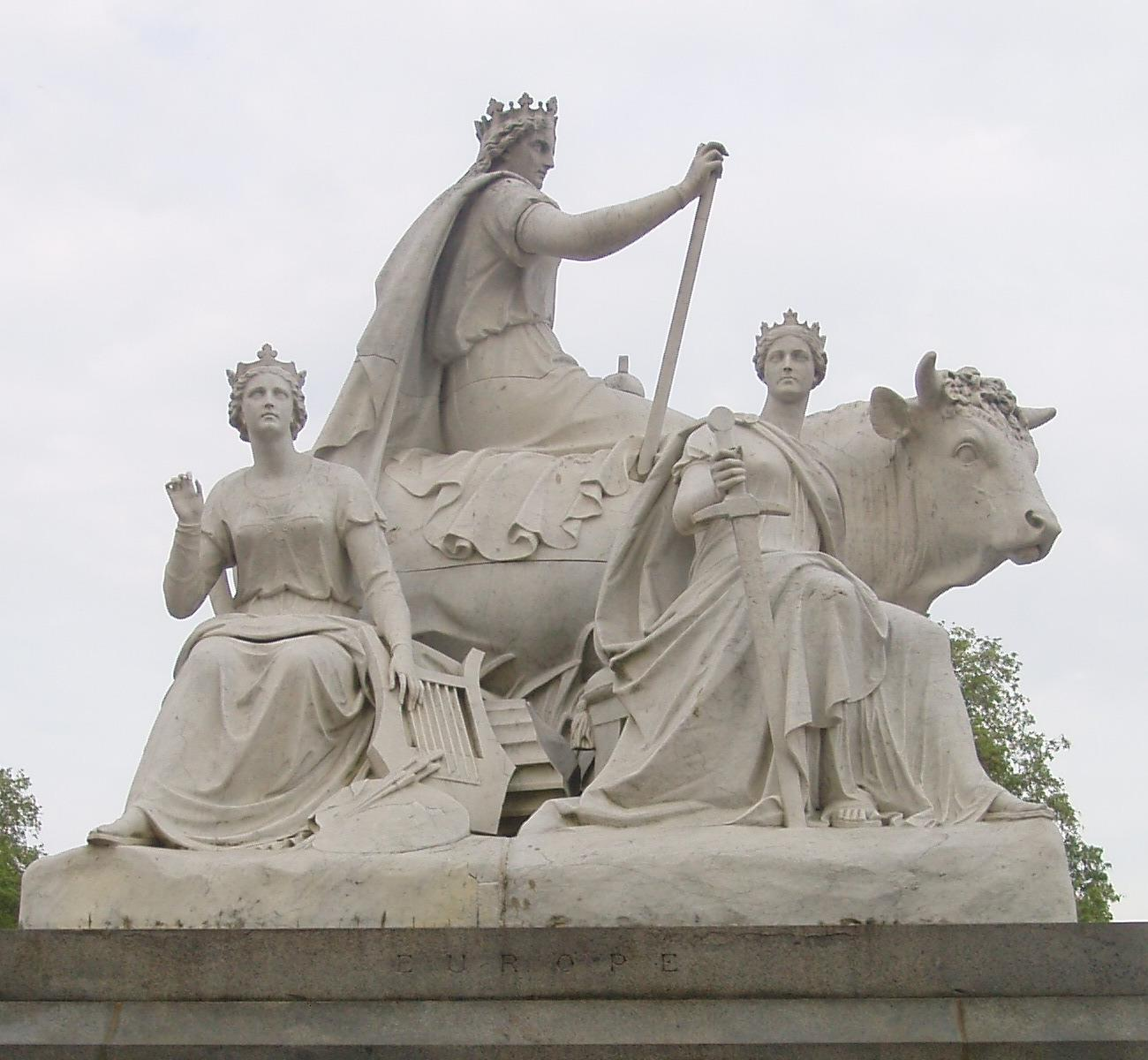
Група «Європа», скульптор Патрік МакДоуел

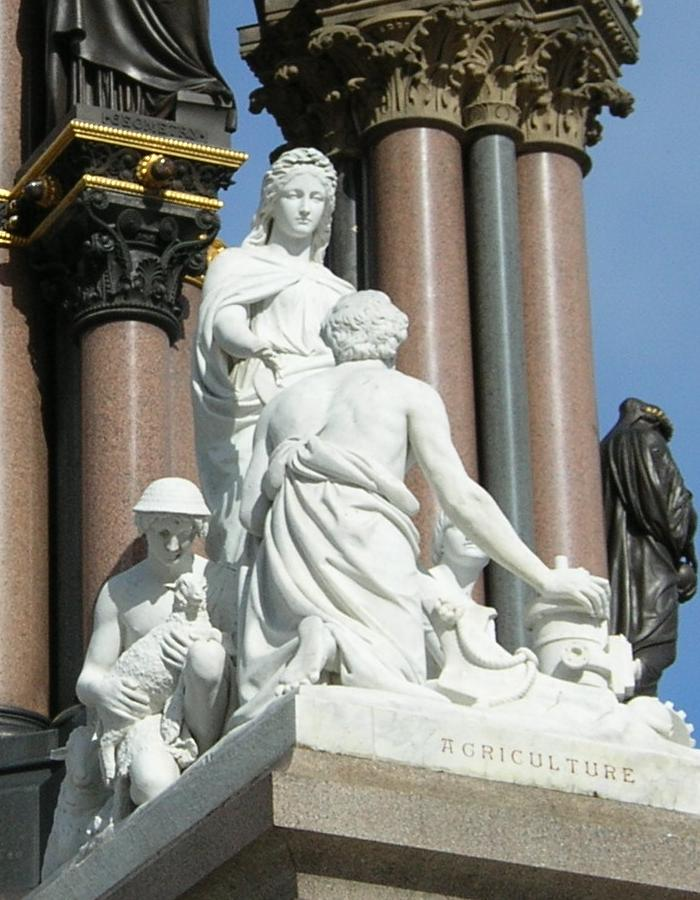
Група «Сільське господарство», скульптор Вільям Маршал Калдер
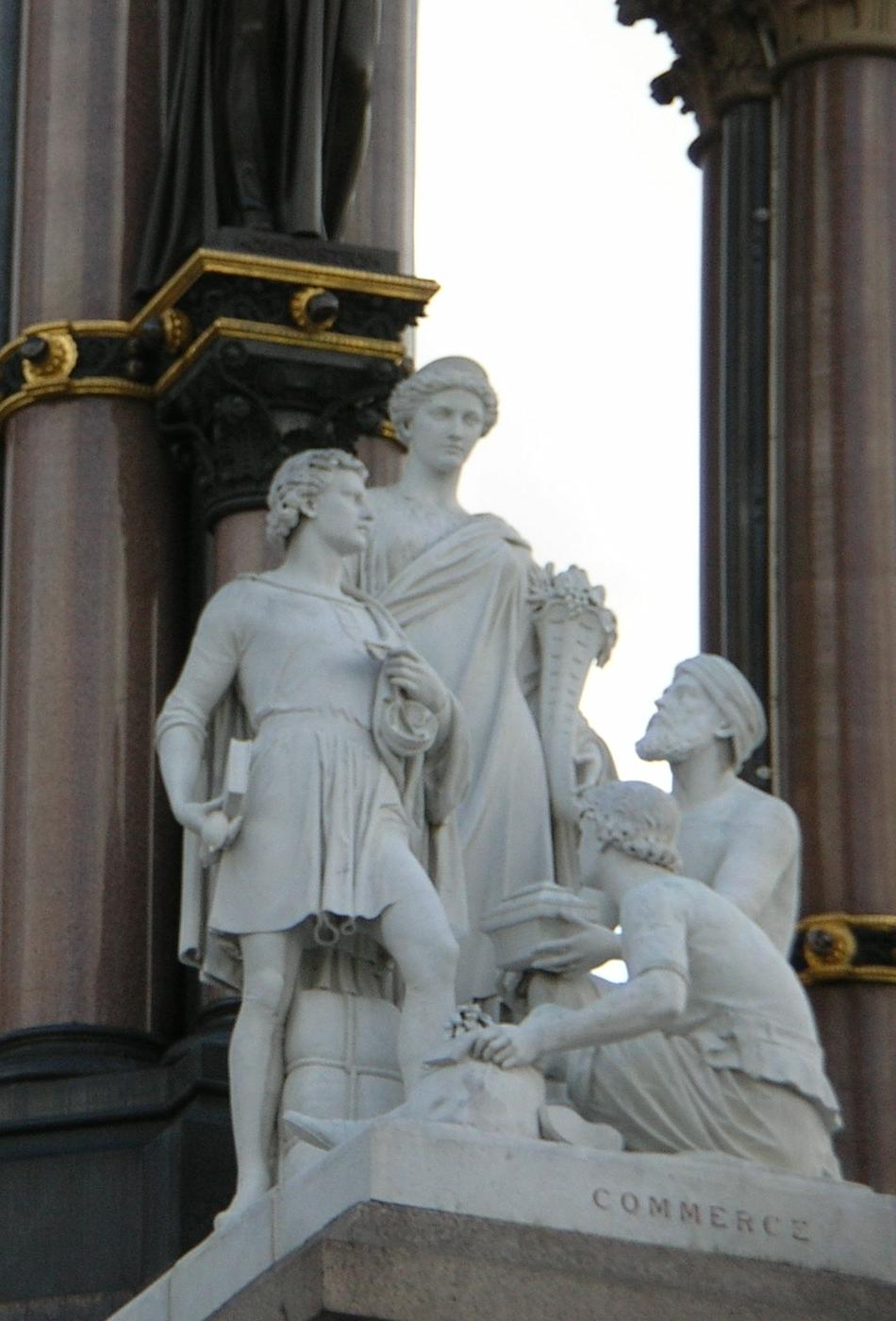
Група «Комерція», скульптор Томас Торнікрофт
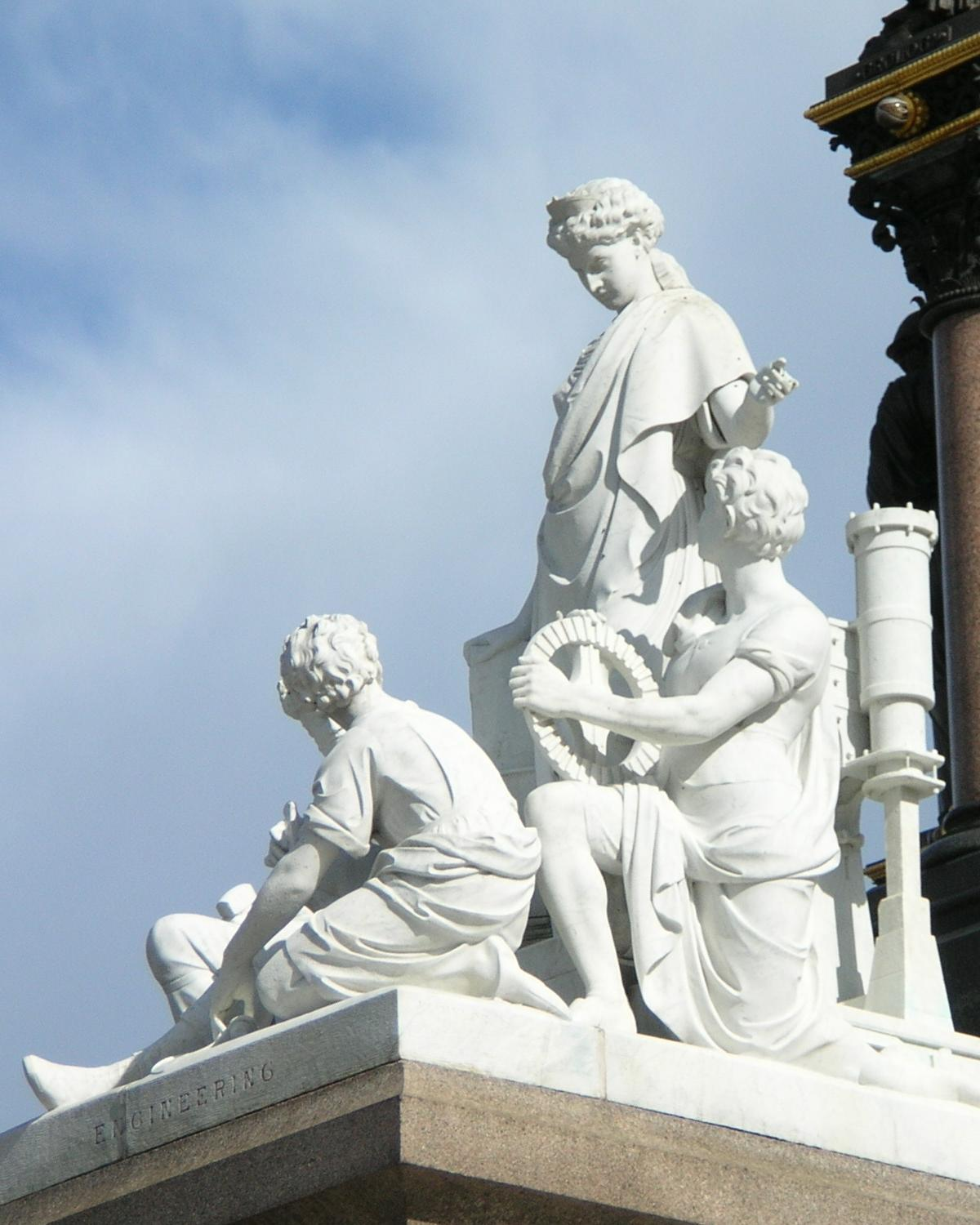
Група «Інженери», скульптор Джон Лоулор
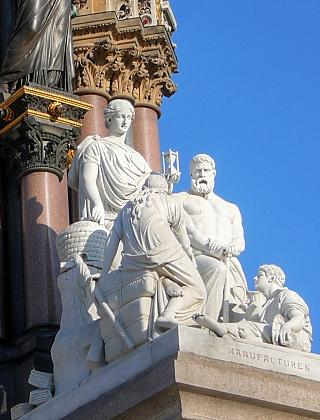
Група «Промисловці», скульптор Генрі Уікес